# La Flecha
La Flecha är en ort i Honduras.   Den ligger i departementet Departamento de Santa Bárbara, i den västra delen av landet, 190 km nordväst om huvudstaden Tegucigalpa. La Flecha ligger 201 meter över havet och antalet invånare är 2 136.
Terrängen runt La Flecha är kuperad åt nordost, men åt sydväst är den platt. Runt La Flecha är det ganska glesbefolkat, med 38 invånare per kvadratkilometer. Närmaste större samhälle är Macuelizo, 5,7 km väster om La Flecha. Omgivningarna runt La Flecha är en mosaik av jordbruksmark och naturlig växtlighet.